# Kurt Schöbel
Ernst Kurt Schöbel (* 31. Oktober 1896 in Thallwitz; † 27. Dezember 1966 in Oldenburg) war ein deutscher Sportschütze im Wurfscheibenschießen in der Disziplin Trap.

## Leben und Karriere
Kurt Schöbel belegte bei den Olympischen Spielen 1952 in Helsinki den 23. Platz. Er startete für den Oldenburger Wurftaubenclub.
Bereits vor dem Krieg startete Schöbel bei Welt- und Europameisterschaften im Wurfscheibenschießen, so gewann er bei Weltmeisterschaften 1930 in Rom die Bronzemedaille im Einzel-Trap und wurde Weltmeister mit der Mannschaft. Sowohl 1934 in Budapest als auch 1936 in Berlin gewann er Bronze im Einzel-Trap und Silber mit der Mannschaft. 1937 in Helsinki wurde er Vize-Weltmeister mit der Mannschaft und 1939 folgte in Berlin der Weltmeistertitel mit der Mannschaft.
Bei den Europameisterschaften (die damals noch im Vorfeld zusammen mit den Weltmeisterschaften abgehalten wurden) wurde Schöbel 1934 Europameister (Einzel) und Vizeeuropameister (Mannschaft), 1936 Doppel-Vizemeister und 1039 Doppel-Europameister.
Bei Deutschen Meisterschaften wurde Kurt Schöbel in den Zeiträumen 1928–1942 (Leipziger SC) und 1952–1966 (WTC Oldenburg) insgesamt 9× Deutscher Meister, 3× Vizemeister und bekam 3× die Bronzemedaille.